# オーレ・ヴォーム
オーレ・ヴォーム (Ole Worm, 1588年5月13日 – 1654年8月31日) は、デンマークの医師、博物学者、好古家。コペンハーゲン大学教授、クリスチャン4世の侍医を務めた。驚異の部屋、ルーン文字学の開拓、『スノッリのエッダ』のヴォーム写本、ヒトの頭蓋骨のヴォーム骨などで知られる。ラテン語名はオラウス・ウォルミウス (Olaus Wormius) 。
日本語では表記ゆれが激しく、「オーレ」は「オレ」「オール」、「ヴォーム」は「ウォーム」「ヴォルム」「ウォルム」「ワーム」とも表記される。

## 人物

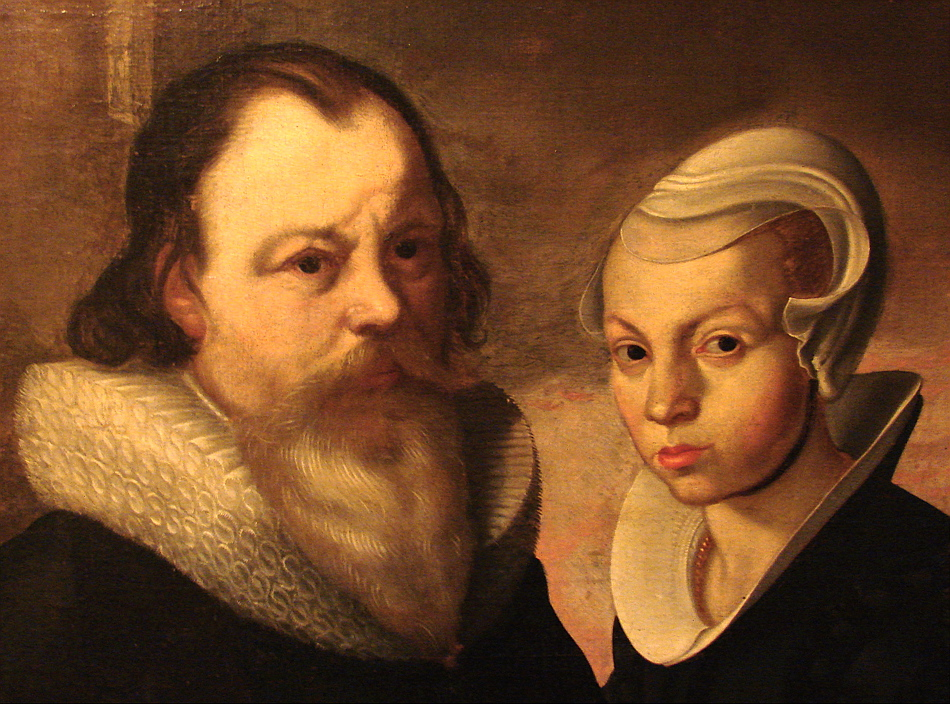
ヴォームと妻のドロテア

デンマークの主要都市オーフスの富裕家庭に生まれた。父・祖父ともにオーフスの市長で、祖父はオランダのアーネムからオーフスに逃れて来たルター派だった。
妻のドロテアは、コペンハーゲン大学教授で数学者のトーマス・フィンケの娘だった（フィンケは三角関数の「タンジェント」や「セカント」の命名者として知られる）。ヴォームはフィンケを通じて、近世のコペンハーゲン大学の中枢を担ったカスパー・バルトリンらバルトリン家とコネクションを持った。
ヴォームはポリマス的な人物であり、複数の大学で複数の分野を修めた学生（perpetual student）だった。オーフスのラテン語学校を出た後、1605年にドイツのマールブルク大学で神学を学び、1611年、スイスのバーゼル大学で医学博士を得て、1617年、コペンハーゲン大学でM.A.を得た。以後コペンハーゲン大学でギリシア語・ラテン語・自然学・医学を講義した。1621年にはコペンハーゲン大学植物園の管理者になり、薬草や外国産植物の栽培を行った。1624年にはコペンハーゲン大学医学部教授になった。また、クリスチャン4世の侍医も務めた。
ヨーロッパ各地にコネクションを持ち、多くの学者と書簡のやりとりをした。
晩年、コペンハーゲンの街でペストが流行すると医師として対応したが、自身も感染し、1654年に没した。

## 業績

### 医学・博物学
医師として発生学を研究し、ヒトの頭蓋骨における「ヴォーム骨」の名前の由来になった。
当時のデンマーク医学界は、先王フレゼリク2世の侍医ペトルス・セウェリヌスらが導入したパラケルスス主義や、南ドイツから流入した薔薇十字団の影響が濃く、ウォームも両者の影響下にあった。しかし次第に、ルター派の立場から両者を拒絶するようになった。
博物学者としては、近代的な自然科学への過渡期にいる人物だった。例えば、ユニコーンの角の正体はイッカクの角であると見抜いていたが、その解毒作用までは疑いきれず動物実験をしていた。そのほか、ゴクラクチョウの本来の姿（標本用に足が切られていない姿）の博物画や、現在では絶滅したオオウミガラスの飼育と博物画、レミングの自然発生説を否定する研究等を手掛けた。

### 驚異の部屋

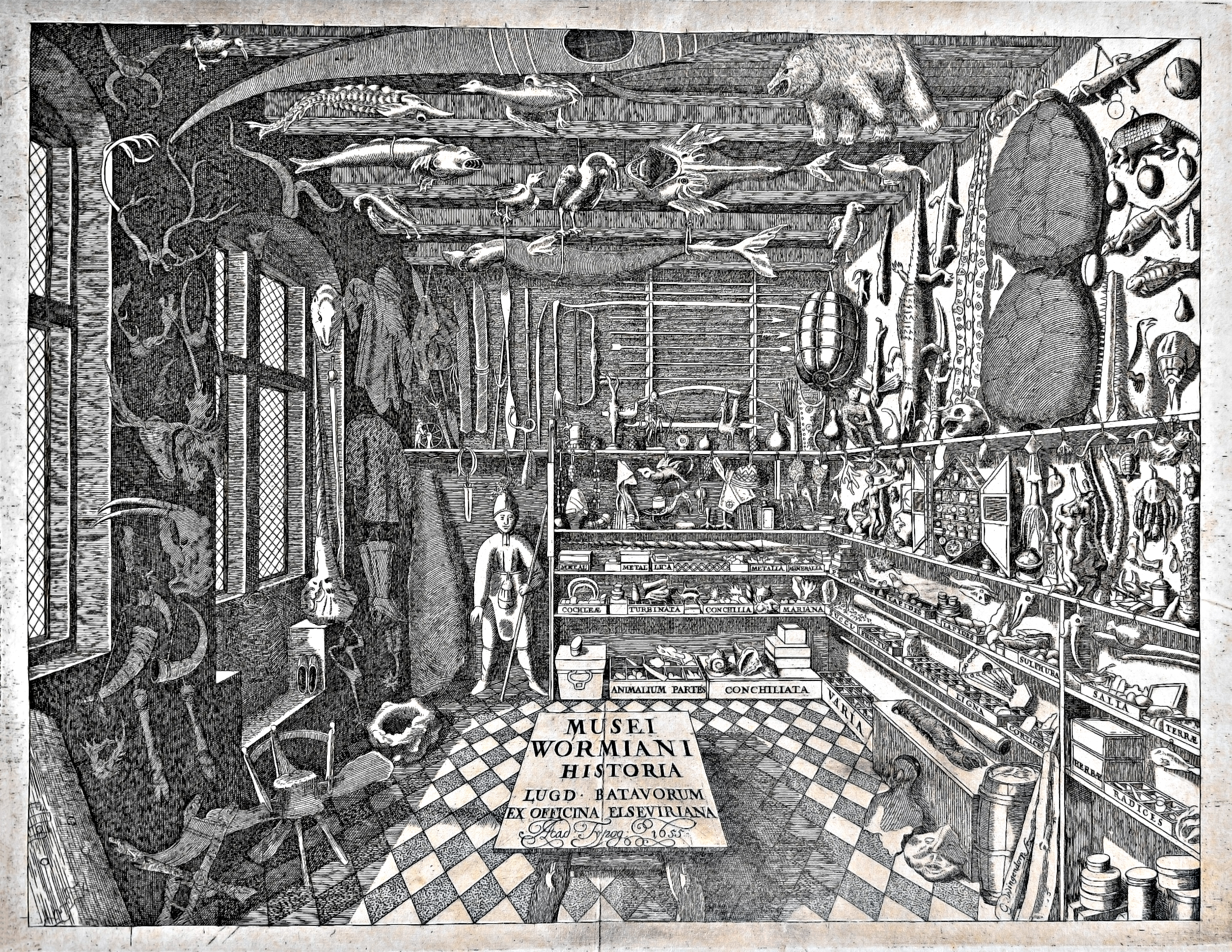
ヴォームの驚異の部屋のカタログの口絵（1655年刊）

ヴォームは「驚異の部屋」を作った代表的人物の一人として知られる。1655年には、その陳列品の写生画や解説をまとめたカタログ『ウォルミウスの博物館、もしくは希少な事々の歴史』(Museum Wormianum seu Historia rerum rariorum) が刊行された。
2004年、写真家のローザモンド・パーセルによって、ヴォームの「驚異の部屋」の再現が作成され、アメリカのサンタモニカ美術館に展示された。2011年以降はコペンハーゲンのデンマーク自然史博物館に常設展示されている。

### ルーン学
1619年から、当時未開拓だったルーン文字の研究を始めた。そのきっかけとして、医師としてデンマーク各地を巡回した際にルーン石碑に関心を持ったことや、外国の学者にデンマークの古事物について知らせようとしたこと等があった。
1622年には、ヴォームの働きかけにより、国内の遺物保護を命じる勅令が下された。1623年には、ルーン文字の言語（古ノルド語）とアイスランド語の類似に気付いたのをきっかけに、アルングリーム・ヨーンスソンらアイスランドの学者と文通するようになり、『スノッリのエッダ』等が書かれたアイスランド語の写本（ヴォーム写本）を贈られた。
ヴォームはルーン学を始めてから晩年まで、スウェーデンのルーン学者ヨハンネス・ブレウスといがみ合っており、互いに侮辱や著作の無視をしていた。その背景として、ルーン文字の起源がデンマークかスウェーデンかをめぐり対立していたこと、デンマークとスウェーデンの国家間の対立もあったこと、ルーン学の開拓者という名誉が懸かっていたこと、ブーレが所属する薔薇十字団をヴォームが拒絶していたこと等があった。ただし晩年には、そのようないがみ合いを反省していた。
主なルーン学の著作として、14世紀に書かれたルーン暦の写本を扱った『コンプトゥス・ルニクス』や『デンマークの暦』(Fasti Danici)、ルーン文字の解釈を開拓して広く読まれた『ルーン、すなわちデンマーク最古の文字列』(Runir seu Danica literatura antiquissima)、ルーン石碑や黄金の角の写生画をまとめた『デンマークの古遺物に関する六書』(Danicorum monumentorum libri sex)がある。

## クトゥルフ神話において
20世紀の小説家ラヴクラフトが創作したクトゥルフ神話において、ヴォームは魔導書『ネクロノミコン』をギリシア語からラテン語に翻訳した人物とされる。しかしながら、翻訳した年が1228年とされており、現実のヴォームの年代とずれている。

## 著作
- 『コンプトゥス・ルニクス（英語版）』Computus Runicus, (1626)
- 『デンマークの暦[26]』 Fasti Danici. : universam tempora computandi rationem antiqvitus in Dania et vicinis regionibus observatam libris tribus exhibentes, (1633) 初版1626[26]
- 『トゥルスホイ、すなわちスコーネのストロー・モニュメント[26]』Tulshøi seu monumentum Strøense in Scania, (1628)[26]
- 『デンマークの古遺物に関する六書[26]』 Danicorum monumentorum libri sex : e spissis antiquitatum tenebris et in Dania ac Norvegia extantibus ruderibus, (1643)
- 『ルーン、すなわちデンマーク最古の文字列[26]』 Runir seu, Danica literatura antiqvissima (2 ed.), (1651), alt. source
- 『ウォルミウスの博物館、もしくは希少な事々の歴史[21]』Museum Wormianum seu Historia rerum rariorum, (1655)

その他、複数の書簡などが伝わる。

### 日本語文献
- ラーシュ・マーグナル・エーノクセン著、荒川明久訳『ルーン文字の世界 歴史・意味・解釈』国際語学社、2007年（原著1998年）。ISBN 978-4-87731-359-3。
- 小澤実 著「ゴート・ルネサンスとルーン学の成立 デンマークの事例」、ヒロ・ヒライ；小澤実 編『知のミクロコスモス 中世・ルネサンスのインテレクチュアル・ヒストリー』中央公論新社、2014年。ISBN 978-4-12-004595-0。